# Kvalspelet till europamästerskapet i volleyboll för damer 2001
Kvalspelet till europamästerskapet i volleyboll för damer 2001 spelades 24 maj 2000 till 10 juni 2002. I kvalet deltog 22 landslag från CEV:s medlemsförbund, varav åtta kvalificerade sig för mästerskapet. Kvalet genomfördes i två kategorier, där bara lagen in den främsta kategorin (kategori A) hade möjlighet att kvalificera sig för mästerskapet. Vinnarna av respektive grupp i kategori B kvalificerade sig för deltagande i kategori A i nästa EM-kval. I bägge kategorierna var lagen uppdelade i tre grupper om tre eller fyra lag. I grupperna mötte alla lag alla andra lag i samma grupp två gånger, antingen både hemma och borta (om inget annat är angivet) eller på två spelplatser. 
Värdlandet (Bulgarien) och de tre främsta lagen vid EM 1999 (Ryssland, Kroatien och Italien) var direktkvalificerade till EM och behövde inte kvala.

## A Kategori[1]

### Grupp 1
| Pos. | Landslag      | Matcher | Matcher | Matcher | Set | Set | Bollpoäng | Bollpoäng | +/−  | Poäng |
| Pos. | Landslag      | S       | V       | F       | V   | F   | V         | F         | +/−  | Poäng |
| ---- | ------------- | ------- | ------- | ------- | --- | --- | --------- | --------- | ---- | ----- |
| 1.   | Frankrike     | 6       | 5       | 1       | 15  | 7   | 510       | 458       | +52  | 11    |
| 2.   | Nederländerna | 6       | 4       | 2       | 14  | 8   | 512       | 463       | +49  | 10    |
| 3.   | Ukraina       | 6       | 3       | 3       | 13  | 11  | 536       | 494       | +42  | 9     |
| 4.   | Lettland      | 6       | 0       | 6       | 2   | 18  | 352       | 495       | −143 | 6     |

### Grupp 2
| Pos. | Landslag | Matcher | Matcher | Matcher | Set | Set | Bollpoäng | Bollpoäng | +/− | Poäng |
| Pos. | Landslag | S       | V       | F       | V   | F   | V         | F         | +/− | Poäng |
| ---- | -------- | ------- | ------- | ------- | --- | --- | --------- | --------- | --- | ----- |
| 1.   | Rumänien | 6       | 4       | 2       | 14  | 8   | 522       | 469       | +53 | 10    |
| 2.   | Polen    | 6       | 3       | 3       | 12  | 10  | 521       | 508       | +13 | 9     |
| 3.   | Grekland | 6       | 3       | 3       | 10  | 10  | 459       | 467       | −8  | 9     |
| 4.   | Belarus  | 6       | 2       | 4       | 7   | 15  | 461       | 519       | −58 | 8     |

### Grupp 3
| Pos. | Landslag | Matcher | Matcher | Matcher | Set | Set | Bollpoäng | Bollpoäng | +/− | Poäng |
| Pos. | Landslag | S       | V       | F       | V   | F   | V         | F         | +/− | Poäng |
| ---- | -------- | ------- | ------- | ------- | --- | --- | --------- | --------- | --- | ----- |
| 1.   | Tyskland | 6       | 4       | 2       | 15  | 8   | 521       | 490       | +31 | 10    |
| 2.   | Tjeckien | 6       | 4       | 2       | 15  | 11  | 570       | 534       | +36 | 10    |
| 3.   | Turkiet  | 6       | 3       | 3       | 12  | 13  | 539       | 536       | +3  | 9     |
| 4.   | Spanien  | 6       | 1       | 5       | 7   | 17  | 472       | 542       | −70 | 7     |

## Kategori B[2]

### Grupp 1
Spelplatser:  Montreux, Schweiz och Vilvoorde, Belgien
| Pos. | Landslag | Matcher | Matcher | Matcher | Set | Set | Bollpoäng | Bollpoäng | +/−  | Poäng |
| Pos. | Landslag | S       | V       | F       | V   | F   | V         | F         | +/−  | Poäng |
| ---- | -------- | ------- | ------- | ------- | --- | --- | --------- | --------- | ---- | ----- |
| 1.   | Ungern   | 6       | 6       | 0       | 18  | 0   | 436       | 286       | +150 | 12    |
| 2.   | Belgien  | 6       | 4       | 2       | 12  | 7   | 459       | 309       | +150 | 10    |
| 3.   | Portugal | 6       | 1       | 5       | 4   | 15  | 355       | 397       | −42  | 7     |
| 4.   | Schweiz  | 6       | 1       | 5       | 3   | 15  | 170       | 428       | −258 | 7     |

Not: Schweiz reste inte till turneringen i Vilvoorde, varför alla deras tre matcherna där blev inställda

### Grupp 2
| Pos. | Landslag  | Matcher | Matcher | Matcher | Set | Set | Bollpoäng | Bollpoäng | +/− | Poäng |
| Pos. | Landslag  | S       | V       | F       | V   | F   | V         | F         | +/− | Poäng |
| ---- | --------- | ------- | ------- | ------- | --- | --- | --------- | --------- | --- | ----- |
| 1.   | Slovakien | 4       | 3       | 1       | 11  | 6   | 383       | 339       | +44 | 7     |
| 2.   | Slovenien | 4       | 3       | 1       | 11  | 9   | 439       | 405       | +34 | 7     |
| 3.   | Österrike | 4       | 0       | 4       | 5   | 12  | 317       | 395       | −78 | 4     |

### Grupp 3
| Pos. | Landslag               | Matcher | Matcher | Matcher | Set | Set | Bollpoäng | Bollpoäng | +/−  | Poäng |
| Pos. | Landslag               | S       | V       | F       | V   | F   | V         | F         | +/−  | Poäng |
| ---- | ---------------------- | ------- | ------- | ------- | --- | --- | --------- | --------- | ---- | ----- |
| 1.   | Serbien och Montenegro | 4       | 3       | 1       | 10  | 4   | 330       | 261       | +69  | 7     |
| 2.   | Finland                | 4       | 3       | 1       | 10  | 4   | 330       | 288       | +42  | 7     |
| 3.   | Nordmakedonien         | 4       | 0       | 4       | 0   | 12  | 190       | 301       | −111 | 4     |